# 勒邦峰

44°50′54″N 6°20′10″E / 44.84833°N 6.33611°E

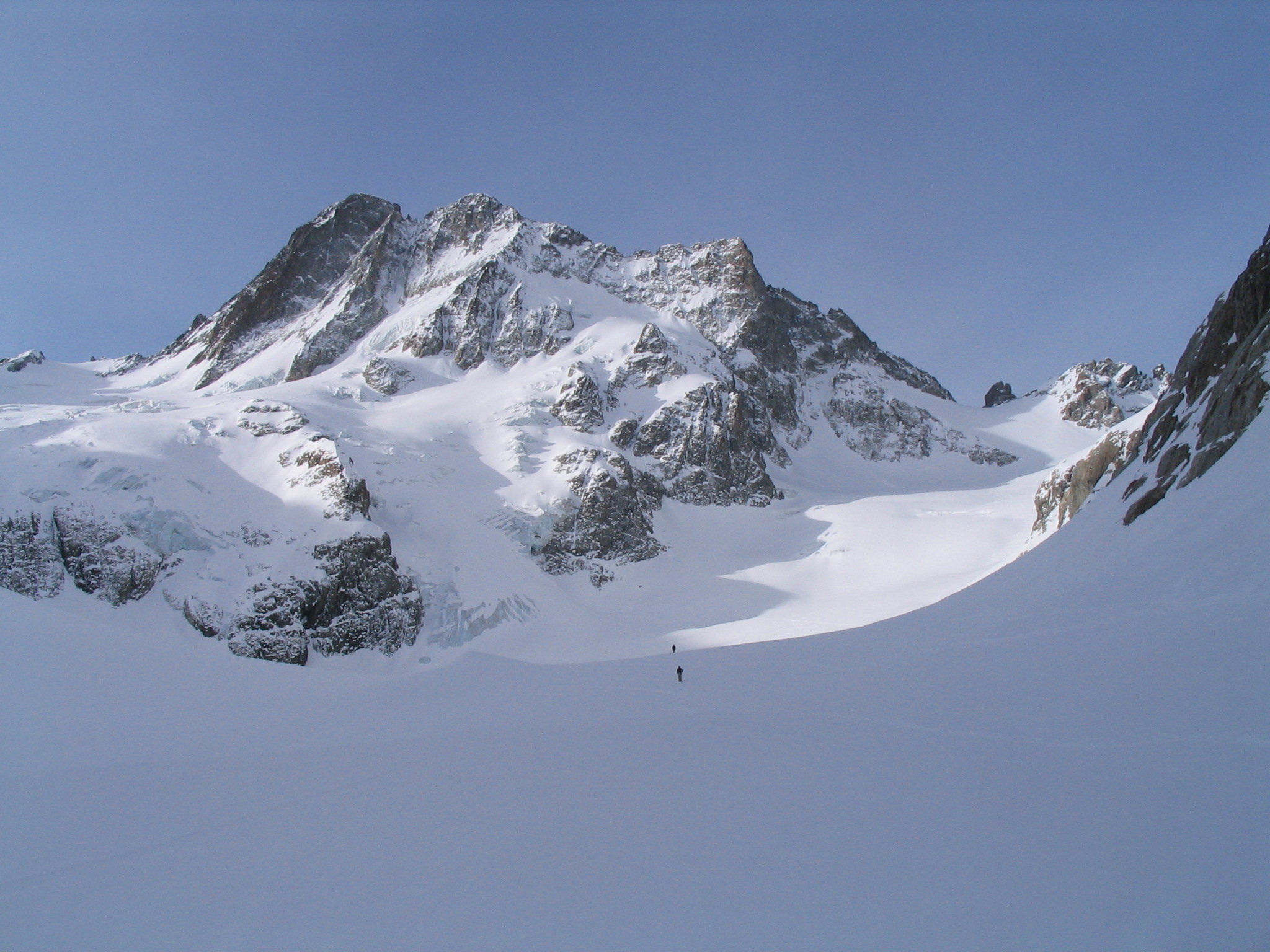

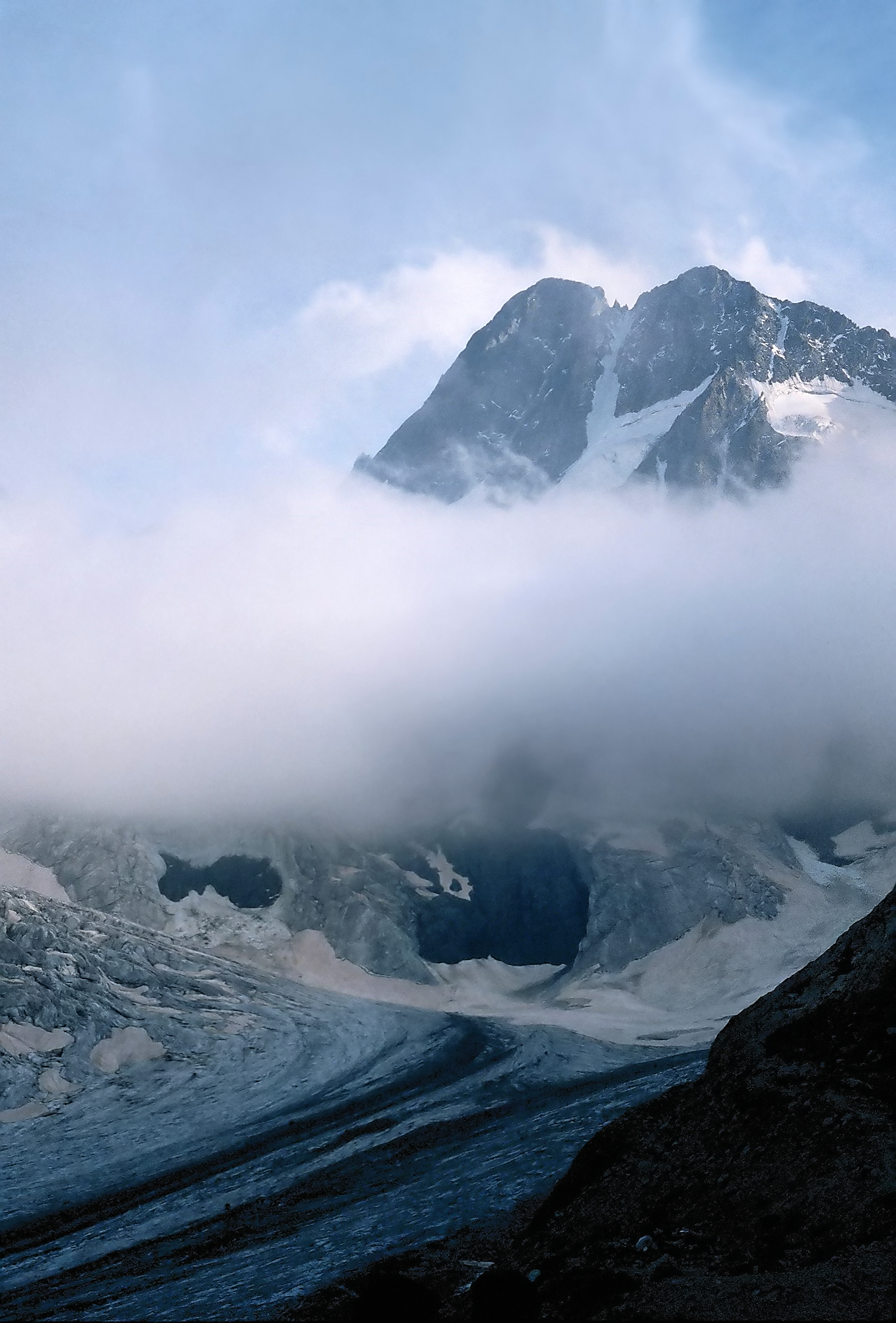

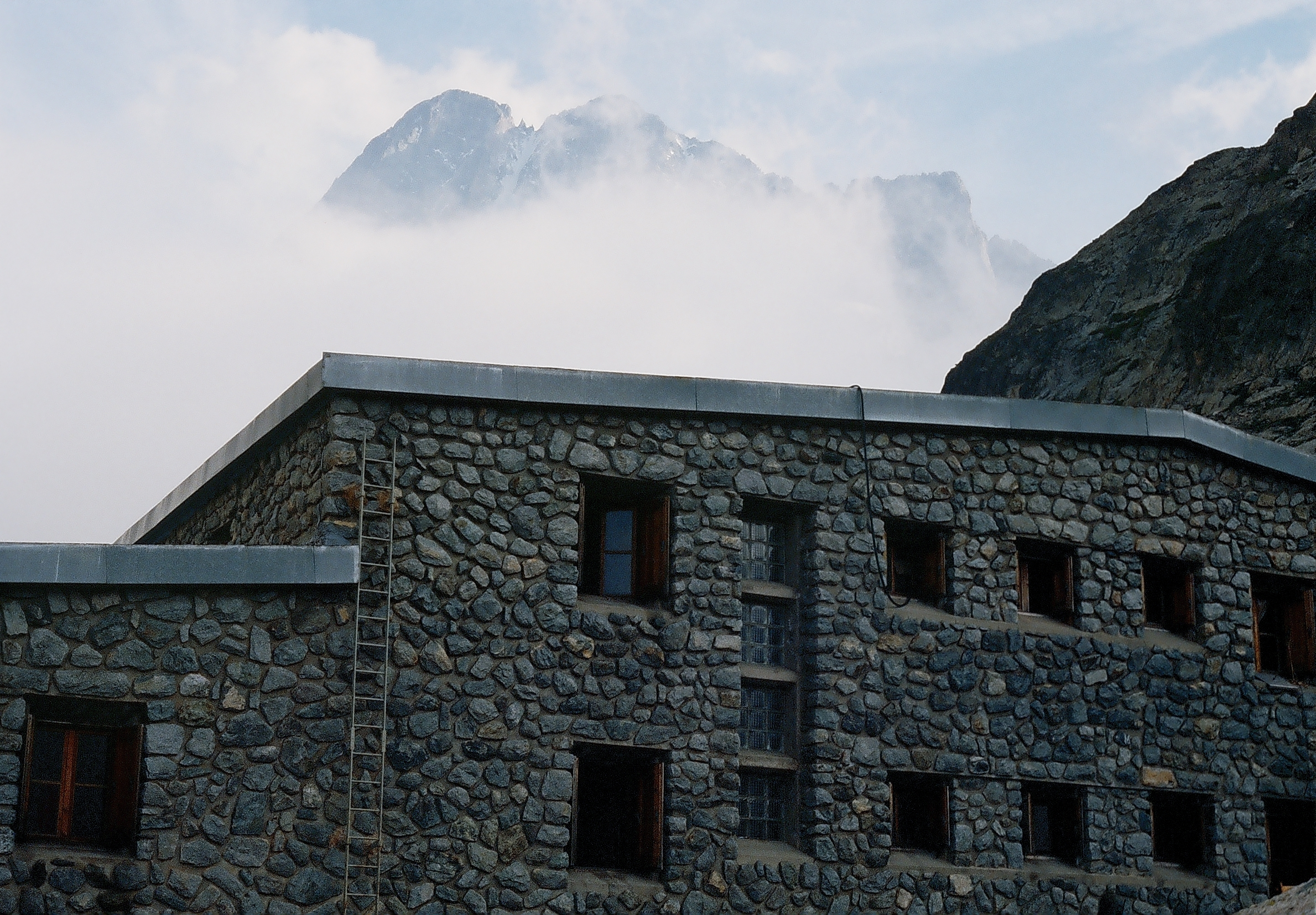

勒邦峰（法語：Les Bans），是法國的山峰，位於該國東南部，由上阿爾卑斯省負責管轄，屬於多芬阿爾卑斯山脈中埃克蘭山的一部分，海拔高度3,669米，每年平均降雨量1,410毫米，人類在1878年7月14日首次登頂。